# Mon, Leksands kommun
Mon är en by i Siljansnäs socken i Leksands kommun, centrala Dalarna.
Mon ligger cirka 2 kilometer nordost om Siljansnäs tätort. Byn består av enfamiljshus samt bondgårdar. 